# Arnold Alcolea
Arnold Alcolea Nuñez (nascido em 25 de abril de 1982) é um ciclista olímpico cubano. Representou sua nação nos Jogos Olímpicos de Verão de 2012, na prova de corrida individual em estrada, terminando em 67º lugar.